# Yarkon Park
Lo Yarkon Park (in ebraico פארק הירקון‎?, Park HaYarkon) è il parco  più grande presente nella città di Tel Aviv, in Israele. Il parco si estende per circa 3 500 ettari ed è visitato, ogni anno, da circa sedici milioni di persone. Il parco comprende ampi prati, impianti sportivi, giardini botanici, una voliera, un parco acquatico, due sale da concerto all'aperto, laghi e il fiume omonimo.

## Storia
La costruzione cominciò nel 1969, mentre l'apertura al pubblico avvenne nel 1973. All'inizio il parco venne chiamato Ganei Yehoshua, in onore del politico Yehoshua Rabinovich, tra il 1969-1974.

## Il disastro delle Maccabiadi
Il 14 luglio 1996 quattro membri della delegazione Australiana alle Maccabiadi morirono e sessanta rimasero feriti in seguito al cedimento di un ponte sul fiume Yarkon. Sulle quattro vittime sono state trovate tracce di infezione di funghi causate dall'ingerimento dell'acqua altamente inquinata.

## Struttura
Il parco e suddiviso in sei giardini: Gan Habanim (giardino Memoria dei Caduti), Gan Nifga'ei HaTeror (giardino Vittime del Terrorismo), Gan HaSlaim (Rock Garden), Gan HaKaktusim (giardino dei Cactus), Gan HaGazum (giardino piantumato), e Gan HaTropi (giardino Tropicale).
Il Rock Garden, uno dei più grandi del suo genere al mondo, riflette la diversità geologica di Israele. Nel suo recinto di 10 ettari le rocce si alternano a circa 3.500 specie di piante, tra cui oltre sei ettari di cactus. I cinque acri del Tropical Garden, ha una passerella in legno ombreggiata da palme che conduce ad un piccolo lago. Il microclima da foresta pluviale favorisce lo sviluppo di grandi varietà di orchidee e viti.
Il fiume Yarkon, che costeggia ad occidente il parco, raggiunge il Mar Mediterraneo, collegandolo al porto di Tel Aviv. Nonostante gli sforzi di risanamento degli ultimi anni, il fiume è ancora inquinato, nonostante questo, nel luglio 2011 il sindaco di Tel Aviv, Ron Huldai, decise di dare l'esempio nuotando dentro uno dei laghi. All'interno del parco, si possono trovare innumerevoli tipologie di insetti, Anatidae, sciacalli, porcospini e manguste.